# World Trade Center (Bruxelas)

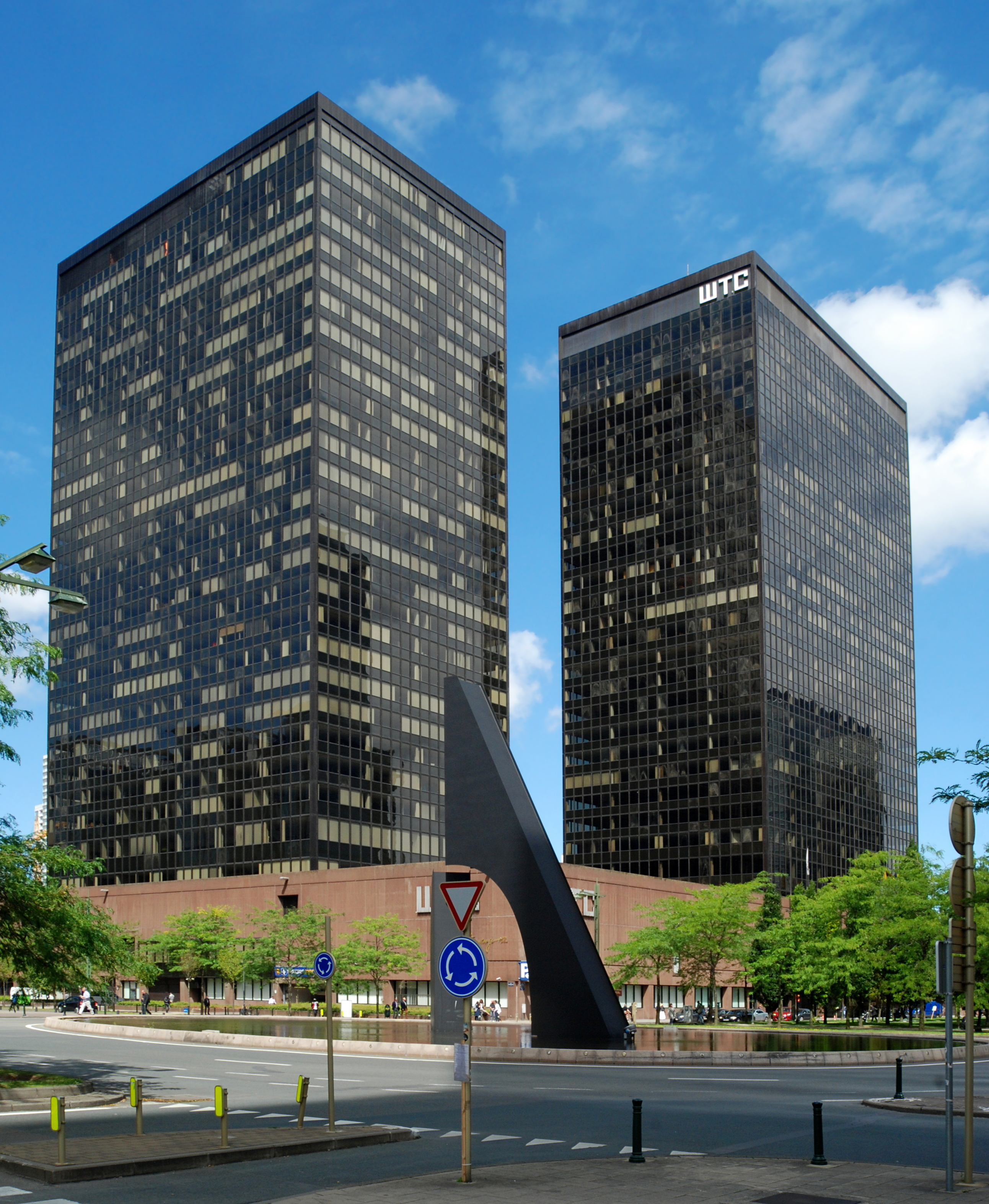
World Trade Center I & II.

O World Trade Center é um complexo de arranha-céus, localizado na cidade belga de Bruxelas, no Boulevard du Roi Albert II e Boulevard Simon Bolivar, no distrito comercial de Bruxelas, no Espaço Norte . A leste do complexo está a Estação de Bruxelas Norte. As três torres estão entre os edifícios mais altos da Bélgica.
Originalmente, o plano era construir um complexo com oito torres em todo o cruzamento do Boulevard du Roi Albert II e do Boulevard Simon Bolivar. Dois deles no canto sudeste do cruzamento se tornaram as torres Belgacom e as duas no nordeste as torres North Galaxy. Na década de 1970, as duas torres dos prédios 1 e 2 do WTC foram abertas no canto noroeste. No sudoeste, a torre do WTC Building 3 foi construída na década de 1980; a quarta torre nunca foi construída.
As torres WTC I e II serão desmontadas em 2019 e o amianto presente será removido. O governo flamengo empregará aproximadamente 4.000 funcionários públicos a partir de 2023.